# 大川水壩公園站

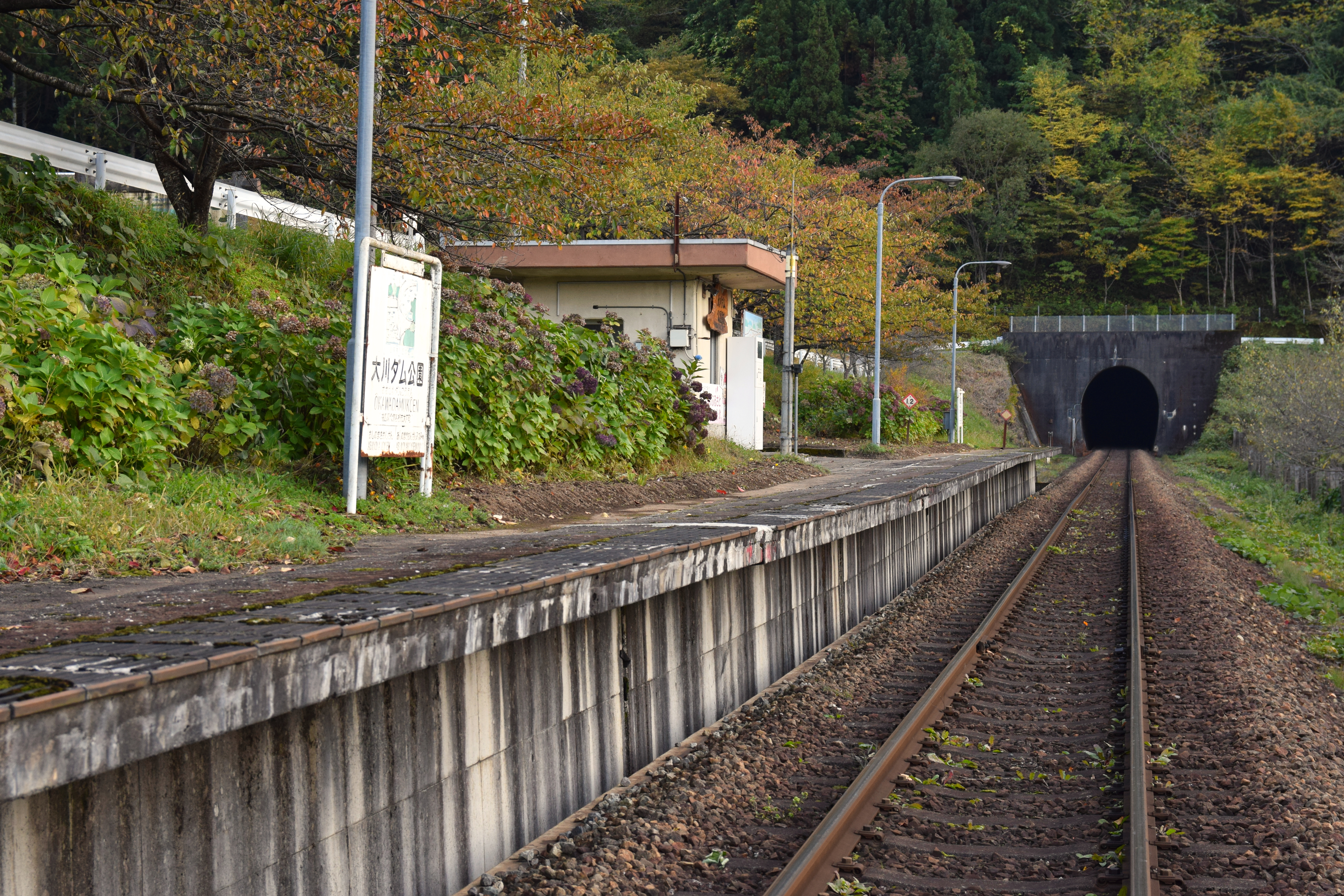
月台（2016年10月）

大川水壩公園站（日语：／ Ōkawa-Dam-kōen eki */?）是位於福島縣會津若松市大戶町大字大川ロクロク石乙2974番3號，會津鐵道的會津線車站。

## 歷史
- 1927年（昭和2年）11月1日 - 國有鐵道開設舟子號誌站（日语：／）。
- 1968年（昭和43年）10月17日 - 開設舟子臨時乘降場（日语：／）。
- 1980年（昭和55年）12月1日 - 隨著建設大川水壩（日语：大川ダム），乘降場遷移[1]。
- 1987年（昭和62年）
  - 4月1日 - 伴隨國鐵分割民營化，車站由東日本旅客鐵道（JR東日本）營運。同時升級至車站，名為舟子站（日语：／）。
  - 7月16日 - 會津線由會津鐵道接管，成為會津鐵道線車站。同時車站改名為大川水壩公園站。

## 車站構造
此站是地面車站，設有1面1線的單式月台。此站設有候車室，為無人車站，站名標上標記「山河美丘之道」。

## 使用狀況
在2016年度的1日平起乘車人次為3人。
| 乘車人員變化 | 乘車人員變化 |
| 年度         | 1日平均人次  |
| ------------ | ------------ |
| 2000         | 11           |
| 2001         | 8            |
| 2002         | 8            |
| 2003         | 5            |
| 2004         | 5            |
| 2005         | 5            |
| 2006         | 5            |
| 2007         | 5            |
| 2008         | 3            |
| 2009         | 3            |
| 2010         | 3            |
| 2011         | 3            |
| 2012         | 3            |
| 2013         | 3            |
| 2014         | 0            |
| 2015         | 3            |
| 2016         | 3            |

## 車站周邊
- 若鄉湖（大川水壩（日语：大川ダム））
- 若鄉湖東公園
- 國道118號（日语：国道118号）

## 相鄰車站
會津鐵道
■會津線
□快速「接力號」
通過
□快速「AIZU山特快」、■普通（包含「接力號」）
蘆之牧溫泉－大川水壩公園－蘆之牧溫泉南

## 注腳
1. ↑  石川尹巳. . 鐵道畫刊 (電氣車研究會). 1981年4月, (388): 80 （日语）.
2. ↑  第132回福島県統計年鑑 （页面存档备份，存于）（日語）

## 外部連結
- 大川水壩公園站 （页面存档备份，存于）（日語）